# コンソーシアム
コンソーシアム（英語: Consortium）あるいは共同事業体（きょうどうじぎょうたい）は、合弁ではない2つ以上の個人、企業、団体、政府（あるいはこれらの任意の組合せ）から成る団体であり、共同で何らかの目的に沿った活動を行ったり、共通の目標に向かって資源を蓄える目的で結成される。
Consortium はラテン語で「提携、共同、団体」を意味する。語の成り立ちは、consors（パートナー）が語源であり、さらに consors は con-（一緒に）と sors（運命）から成る単語で、「同志」を意味する。

## 概要
各参加者にはそれぞれの法的身分があり、コンソーシアムの各参加者への統制は一般に共同作業、特に利益分配に関する活動に制限される。コンソーシアムは契約によって結成され、契約書では各メンバーの権利と義務が記述される。コンソーシアムは非営利団体とされることが多い。より永続的な共同的活動は「協会」などと呼ばれるのが一般的である。
例えば、Five Colleges, Inc. はアメリカ合衆国における最古の最も成功したコンソーシアムの1つである。Five Colleges, Inc. の参加者は、アマースト大学、Hampshire College、Mount Holyoke College、スミス大学、マサチューセッツ大学アマースト校である。もう1つの類似のコンソーシアム成功例としてオハイオ州での Five Colleges of Ohio がある（参加者はオベリン大学、オハイオ・ウェスリアン大学、Kenyon College、College of Wooster、Denison University）。これらのコンソーシアムはメンバー大学間で人材や機器などのリソースをプールし、学問上のリソースや管理上のリソースも相互にリンクさせている。
営利目的のコンソーシアムの例としてエアバスがある。1970年に創設された、民間航空機製造業者である。エアバスは現在はEADSの傘下にある。EADS自身はアエロスパシアル・マトラ（フランス）、DASA（ドイツ）、CASA（スペイン）の合併により誕生した。この各社が元々エアバス・コンソーシアムを結成しており、その出資割合は順に 37.9%、37.9%、4.2% であった。ほかにBAEシステムズが20%を出資していたが、2006年にその分を売却している。コンソーシアムとしてのエアバスは、出資割合に応じて利益を各社に分配するものであり、業務も出資割合に応じて割り当てられる。
営利目的のコンソーシアムの別の例として、融資の際に複数の銀行が結成するコンソーシアムがある。イギリスでは、低迷するフットボールクラブをコンソーシアムが買収し、清算されないようにするという方法がよく使われている。

## コンソーシアムの具体例
- World Wide Web Consortium
- The Open Group
- WIDEプロジェクト
- ユニコードコンソーシアム
- 大学コンソーシアム京都
- 全国大学コンソーシアム協議会
- ジャパンコンソーシアム
- MGM買収コンソーシアム（ソニーアメリカ(SONY)、コムキャスト(COMCAST)、プロビデンス・エクイティ・パートナーズ(PEP)、テキサス・パシフィック・グループ(TPG)、DLJマーチャント・バンキング・パートナーズ(DLJグループ)の5社によって構成する出資者連合）
- 野村連合（野村ホールディングス・ネクストキャピタル・親密地銀等を主体としたコンソーシアム） - 足利ホールディングス/新生足利銀行の支援
- 地域新生コンソーシアム
- ウィンドウズ デジタルライフスタイル コンソーシアム (WDLC:インテル、インプレス、NECパーソナルコンピュータ、MCJ/マウスコンピューター、Dynabook、デル、日経BP、日本HP、日本マイクロソフト株式会社、富士通クライアントコンピューティングなど、114社が参画するITコンソーシアム。
- XMLコンソーシアム
- OSSコンソーシアム（旧　Linuxコンソーシアム）
- Made In Japan Software Consortium
- 3Dコンソーシアム
- 建築研究開発コンソーシアム
- 山手線沿線私立大学図書館コンソーシアム
- Team Cross FA